# フェリス女学院中学校・高等学校
フェリス女学院中学校・高等学校（フェリスじょがくいんちゅうがっこう・こうとうがっこう、英: Ferris Girls' Junior & Senior High School）は、神奈川県横浜市中区山手町に所在し、中高一貫教育を提供する私立女子中学校・高等学校。
高等学校において、生徒を募集しない完全中高一貫校。

## 概要
開国間もない明治初期、日本女子の教育の必要性を痛感した米国改革派教会が婦人伝道師メアリー・エディー・キダーを派遣し創設した、女子学院と並びキリスト教に基づく日本最古の女子校の一つ。神奈川県女子私立御三家の一つに数えられている。中・高校舎1号館は横浜市の第3回「横浜・人・まち・デザイン賞」（2004年）〔まちなみ景観部門〕に選定されている。

## 沿革
- 1870年 メアリー・エディー・キダー、居留地39番のヘボン施療所で女子教育を開始。フェリス女学院を創立。
- 1875年 山手町178番地（現在地）に校舎落成。校名をアイザック・フェリス・セミナリー（日本名：フェリス英和女学校）とする。生徒数14名。
- 1881年 ユージーン・ブースが2代目校長に就任。
- 1882年 最初の規則書（学則）がなる。
- 1889年 校名を「フェリス和英女学校」へ改称。
- 1902年 岩佐琢蔵が教頭に就任。
- 1903年 英語師範科を設置。
- 1908年 同窓会誌「白菊」創刊。校旗制定。
- 1915年 校章制定。
- 1925年 制服制定。
- 1929年 1号館・カイパー記念講堂完成。
- 1930年 学校新聞としては日本最古の「フェリス新聞」創刊。
- 1941年 奨学会発足。
- 1942年 校名を「横浜山手女学院」に変更。
- 1944年 校舎を日本軍に貸与。
- 1945年 米国進駐軍、校舎を使用（翌年まで）。
- 1947年 学制改革により中学部（中学校）を設置。
- 1948年 学制改革により高等学部（高等学校）を設置。
- 1950年 校歌制定。校名を「フェリス女学院中学校・高等学校」と改める。
- 1962年 1学年2学級から3学級に増員（135名）。
- 1970年 体育館完成。
- 1972年 1学年につき9名増員（1学年144名となる）。
- 1976年 第2グランドの整備なる。
- 1990年 校地・校舎を拡充。
- 1993年 1学年3学級から4学級に増員（180名）。
- 2000年 創立130周年記念事業の一環として、12号館竣工。
- 2002年 第1期建て替え工事完成（12号館・カイパー講堂・1号館）。
- 2006年 2号館、12号館連絡通路完成。
- 2014年夏 新体育館完成。
- 2015年夏 新2号館完成。
- 2016年4月 12号館の呼称を3号館に変更。

## 教育方針
新約聖書フィリピの信徒への手紙第二章四節「めいめい自分のことだけでなく、他人のことにも注意を払いなさい。」から採られた「他者のために (For Others)」を学校のモットーとし、次に掲げる三つの方針が教育方針として挙げられる。
1. キリスト教主義
2. 学問の尊重
3. まことの自由の追求

## 教育課程
学習指導要領に準拠しつつ、独自の教育方針ならびに中高一貫教育の観点から、特色ある教育過程を編成している。
- キリスト教と関連深い「聖書」「音楽」の6年間必修
- 少人数クラス編成による効率的学習（中1の聖書、中学・高校の英語、高校の数学、高校の必修選択および自由選択など）
- 2013年度より指導要綱を変更し、高2で大幅な自由選択制度を採用し、大学等への進学に対応。

## 制服
夏服・冬服共にセーラー服である。夏服は水色のセーラーカラーに黒のリボン、それに対して、冬服は紺色のセーラーカラーにえんじ色のリボン。左肩には校章が刺繍され、カフス部分の線は斜めに3本入っている。セーラーの下にアンダーベストを着用する。制服制定以来、このデザインはほとんど変わってはいない。
ほかに、暑さ対策として制定された準制服もあるが、購入・着用は任意である。

## クラブ活動

### キリスト教関連
- 青年会 (YWCA)

- 聖歌隊

- ハンドベル・クワイア

### 運動系
- バレーボール部
- バスケットボール部
- テニス部

- 卓球部
- バドミントン部

- 体操部
- ハイキング部

### 文化系
- 生物部
- 化学部
- 天文部

- 写真部
- 美術部
- 音楽部

- 管弦楽部
- 英語部
- 料理部
- 茶道部
- 華道部
- 文芸部
- 数学部

- 新聞部
- 演劇部
- ポピュラーミュージック部
- 手芸部
- 競技かるた部

## 入試
2月1日に中学入試を実施するが、プロテスタントの学校であるため、サンデーショックの年は2月2日になる。2021年入試では新型コロナウイルス感染拡大のため、面接が中止された。2022年入試では、同じく新型コロナウイルス感染症拡大のため、人物考査（10分：文章作成（作文））が行われた。
募集人数は180名。試験内容は国語・算数（100点、50分）、理科・社会（60点、30分）の計4科目の筆記試験、受験生のみ4人でのグループ面接による人物考査による。

## 著名な出身者
- 亜沙かおり - 元宝塚歌劇団娘役
- 荒川恒子 - リコーダー奏者、音楽学者
- 石倉洋子 - 一橋大学名誉教授、元デジタル監、元日本学術会議副会長
- 磯山晶 - テレビプロデューサー、漫画家
- 上野章子 - 俳人、随筆家、高浜虚子の六女
- 大河原雅子 - 政治家、衆議院議員（立憲民主党）
- 大島さと子 - タレント
- 荻野アンナ - 作家
- 金田千里 - 雑誌編集者
- 川喜多かしこ - 映画文化活動家
- 神戸愉樹美 - 古楽器演奏家
- 鬼頭典子 - 女優、声優
- 工藤禎子 - 三井住友銀行常務執行役員、トヨタ自動車取締役
- 小檜山ルイ - 女性史・ジェンダー研究者
- 小山由美 - 声楽家
- 酒匂真理子 - 翻訳家
- 芝山みよか - 美容家（日本で初めてエステティックサロンを開業した人物とされる）
- 眞保智絵 - 野村信託銀行社長
- 関谷英里子 - 同時通訳者、翻訳家
- 高瀬春奈 - 女優
- 高橋うらら - 作家（中学のみ在籍）
- たかまつなな - 芸人
- 竹内由布子 - TBSテレビ報道局デスク
- 田中淑恵 - 国立音楽大学教授
- 戸田久実 - アンガーマネジメントコンサルタント、企業研修講師、著作家
- 千野境子 - 元産経新聞論説委員長、元産経新聞社取締役
- 中島さち子 - ジャズピアニスト、数学教育者
- 中満泉 - 国際連合事務次長（軍縮担当上級代表）
- 新月みつる - 元宝塚歌劇団
- 葉月れい - 元宝塚歌劇団男役スター
- ハマカワフミエ - 女優
- 原由子 - 歌手（サザンオールスターズ）
- 藤村志保 - 女優
- 堀江さゆみ - NHK職員、元アナウンサー
- 前田有花 - テレビ東京記者
- 三浦友理枝 - ピアニスト
- 宮城まり子 - 心理学者、臨床心理士
- 三宅幸子 - 医学者
- 宮田まゆみ - 笙奏者、国立音楽大学客員教授
- 村上遙 - 元Mi-Ke
- 安井かずみ - 作詞家
- 吉野万理子 - 作家
- 若松賤子 - 作家（最初の卒業生）